# 파리 조약 (1815년)
파리 조약(Treaty of Paris, 1815년 11월 20일)은 1815년에 나폴레옹 전쟁을 종결시킨 조약이다. 1814년 파리 조약과 대비하여 제2차 파리 조약(Second Treaty of Paris)이라고도 불린다.

## 개요
제2차 파리 조약은 워털루 전투에서 프랑스 제국 황제 나폴레옹 1세가 결정적 패배를 하여 다시 퇴위를 하였고, 1815년 11월 20일 체결되었다. 1814년 5월 30일 제1차 파리 조약(1814년 파리 조약)에서 제6차 대프랑스 동맹을 맺은 여러 나라들과 프랑스가 강화 후 백일천하로 프랑스 국민이 나폴레옹에 대해 광범위한 지지를 보내자, 제2차 파리 조약에서 제7차 대프랑스 동맹 국가들이 제시한 강화 조건은 더 가혹한 것이되었다.
제1차 파리 조약과 달리 제2차 파리 조약 체결 국가는 영국, 오스트리아 제국, 러시아 제국, 프로이센 왕국의 네 나라로 프랑스는 체결 국가가 아니었다. 또한 제1차 파리 조약에서 인정받은 프랑스의 영토는 "1792년 당시의 영토"였지만, 제2차 파리 조약에서는 이것이 "1790년 당시의 영토"로 축소되었다. 또한 프랑스는 7억 프랑의 배상금 지불을 부과받았고, 최장 5년간의 동맹군의 프랑스 주둔과 주둔 경비 부담도 인정하게 되었다. 프로이센 등은 더 가혹한 강화 조건을 요구했지만, 부르봉 왕가의 왕정 복고 체제의 안정을 위해 요청이 완화되었다.
1815년 11월 20일 파리 조약의 체결과 같은 날, 오스트리아 제국, 러시아 제국, 프로이센 왕국에 의해 신성 동맹이 체결되었다.

## 같이 보기
- 빈 회의
- 파리 조약